# Zikaza
Zikaza war eine grönländische Folk-Rock-Band mit Sitz im dänischen Aarhus.

## Geschichte
Hauptfigur der Band ist der in Ilulissat geborene Sänger Siiva Fleischer (* 1959). Er wuchs ohne Bezug zur Musik auf, lebte aber drei Monate bei einer Pflegefamilie in Dänemark, wo er Gitarre zu spielen lernte. Nach seiner Rückkehr gründete er mit einigen Freunden inspiriert von den Erfolgen der Band Sumé die Gruppe Lazy Fools, die wie ihre Vorbilder auf Grönländisch sangen. 1978 erhielt Siiva Fleischer seinen Realschulabschluss und reiste wieder nach Dänemark, wo er in Aarhus seine Hochschulreife erlange. Anschließend studierte er Jura und Eskimologie an der Universität Aarhus, brach das Jurastudium jedoch ab und konzentrierte sich auf Eskimologie als Hauptfach. Später studierte er noch Geschichte.
Nach dem Ende seines ersten Studiums lernte er im Herbst 1981 den aus Aasiaat stammenden Kaaleeraq Hansen kennen und später trafen beide noch Saamu Petersen. Die drei beschlossen eine Band zu gründen, deren Namen sie aus ihren Vornamen zusammensetzten: Sikasa. Daraus wurde Zikaza. Die Band erhielt schnell Zulauf von weiteren Bandmitgliedern, die aber auch häufig wechselten. Siiva Fleischer ist die einzige Person, die durchgehend Bandmitglied war. Das Debütalbum erschien 1985 und hieß wie die Band selbst Zikaza. 1988 erschien das zweite Album Miki Goes to Nuussuaq, das vermutlich das erfolgreichste Album der grönländischen Musikgeschichte ist. 1990 erschien das dritte Album Saava Mumingalu („Vorder- und Rückseite“) und 1996 das letzte Album Assit („Bilder“). 1996 zog Siiva Fleischer nach Nuuk, woraufhin die Band ihre Aktivitäten einstellte. 2005 begann er mit neuer Besetzung wieder Konzerte zu geben. Neben Siiva Fleischer waren unter anderem Peter Jensen, Kaaleeraq Hansen, Anda Jeremiassen, Kristian Helmes, Ole Petersen, Per Svensson, Jakob Helmer, Ken Kragsfeldt und Aviaja Lumholt zeitweilig Mitglieder der Band.
Zikaza zeichnet sich durch Siiva Fleischers markante Stimme und den ungewohnten Klang von Blasinstrumenten in grönländischer Musik aus.
Siiva Fleischer erhielt 1997 einen Koda Award und 2016 den Grönländischen Kulturpreis.

## Diskografie
- 1985: Zikaza
  - Nukik („Klaue“)
  - Ilaatigut („Manchmal“)
  - Avalanneq („Nach Dänemark reisen“)
  - Kaassassuk („Kaassassuk“)
  - Oqarputit („Du sagst“)
  - Kaasarfiit („Taschen“)
  - Nalunngilara („Ich weiß“)
  - Unammillerit („Forder heraus“)
  - Anoraannguaq („Leichter Wind(?)“)
  - Inuuguma („Wenn ich lebe“)
- 1988: Miki Goes to Nuussuaq
  - Miki
  - Nunat Aalateriffigaat („Du winkst deinem Land“)
  - Inuuneq Nutaaq („Neues Leben“)
  - Akingiuk („Du mögest ihm antworten“)
  - Neriuffissaalluarpoq („Darauf kann man gut hoffen“)
  - Ajoqaaq („Sehr schlecht“)
  - Maqaasillutit („Dich vermissen“)
  - Unnuaq Sungamami? („Was habe ich denn getan, Nacht?“)
  - Iterpunga („Ich wache auf“)
  - Ikinngut („Freund“)
- 1990: Saava Mumingalu
  - Seqinersuup Inui („Die Menschen der großen Sonne“)
  - Isigilernikuuit („Hast du dich mal angeguckt“)
  - Nunarsuatta Nipaa („Die Stimme unserer Welt“)
  - Qamannga Piffigut („Unsere Orte von drinnen“)
  - Ikinngutaaruppunga („Ich habe einen Freund verloren“)
  - Qivialaariakkit („Guck sie bitte an“)
  - Eqqumiik („Wie merkwürdig“)
  - Ajugaasut Akornanni („Unter Gewinnern“)
  - Inuk Kinaavit Maanna („Mensch, wer bist du jetzt“)
  - Illit Inuuneq Pigaat („Du hast ein Leben“)
- 1996: Assit
  - Piffissaavoq („Es ist Zeit“)
  - Illit („Du“)
  - Silarsuarput Ammavoq („Unsere Welt ist offen“)
  - Arnaq („Frau“)
  - Inuppassuit („Viele Menschen“)
  - Oqaasissat Uummammiut („Worte auf dem Herzen“)
  - Qaqqaq („Berg“)
  - Assit Amerlasuut („Viele Bilder“)
  - Ukiut Qaangiuttut („Vergangene Jahre“)
  - Inuit Pissapput („Menschen sollen“)